# Dominic Purcell
Dominic Haakon Myrtvedt Purcell (Birkenhead, 17 februari 1970) is een Australisch acteur, vooral actief in Amerikaanse producties.

## Carrière
In 1997 speelde Purcell in de televisieserie RAW FM. Daarna kreeg hij een rol in Mission: Impossible II. Hij werd gezien in de Verenigde Staten en ging naar Los Angeles, waar hij onder meer rollen kreeg in films en televisieseries als Equilibrium, John Doe, Blade: Trinity, Primeval en Blood Creek.  Van 2005 tot en met 2017 had hij een hoofdrol als Lincoln Burrows in de televisieserie Prison Break. 
Purcell vertolkte midden jaren negentig ook een rol als agent in de Australische hit-serie Heartbreak High. Vanaf 2015 was hij te zien in de serie The Flash en later in de serie Legends of Tomorrow.

## Privé
Purcell werd geboren in Engeland als zoon van een Noorse vader en een Ierse moeder. In 1972 verhuisde het gezin naar Sydney in Australië. Hij was van 1998 tot 2008 getrouwd met zijn vrouw Rebecca Williamson. Hij heeft vier kinderen.